# Vadudden
Vadudden är en udde i Finland. Den ligger i Våtskär i Lovisa stad och landskapet Nyland, i den södra delen av landet, 70 km öster om huvudstaden Helsingfors.
Terrängen inåt land är mycket platt. Havet är nära Vadudden åt sydost.  Närmaste större samhälle är Lovisa, 18,9 km norr om Vadudden. 